# T'choupi
 (avril 2025).
 (février 2020).
T'choupi est une série de livres de littérature jeunesse créés par Thierry Courtin et publiés par Nathan.
Son éponyme est un jeune garçon à l'allure d'un bébé manchot, (souvent abusivement désigné comme un pingouin,,), imaginé par le graphiste en 1992. À l'origine appelé Pigouip et présent dans des livres en tissu, il change de nom à partir de 1997 lorsque Les aventures de T'choupi commencent à paraître sous la forme de livres papiers. En 2005, on compte 89 titres à la collection, vendus à plus de 14 millions d'exemplaires.
Un long-métrage d'animation du même nom réalisé par Jean-Luc François est sorti en 2004. Les aventures de T'choupi ont également été déclinées en série d'animation traditionnelle, intitulée T'choupi et Doudou (diffusée à la télévision depuis 2000) puis T'choupi et ses amis (diffusée à la télévision depuis 2008), en série d'animation 3D intitulée T'choupi à l'école (diffusée à la télévision depuis 2013), et également en spectacle pour enfants.

## Les premiers pas de T'choupi
La naissance de son fils, en 1992, conduit Thierry Courtin à s'engager dans un projet artistique d'inspiration personnelle, lorsque Nathan lui propose à l'époque d'illustrer des jeux pour enfants.
Ainsi, si dans un premier temps Thierry Courtin a imaginé de la création de T'choupi, il a développé son univers au fil du temps (composé notamment de son Doudou éponyme, mais également de sa famille - Maman, Papa, Mamie, Papi, Fanni la petite sœur etc. - et de ses amis -Pilou, Lalou etc.-) avec lesquels il partage son quotidien d'enfant.
Le succès des jeux éducatifs T'choupi conduit les Éditions Nathan à publier, à partir de 1997, les premières aventures de T'choupi d’abord sous forme de petits livres-tissus, puis sous forme de petits albums carrés aux pages plastifiées, adaptées aux tout-petits.
Depuis cette date, de très nombreuses histoires de T'choupi ont vu le jour, inspirées d'abord par les aventures vécues quotidiennement par Thierry Courtin avec son propre fils, puis au fil des années par ses rencontres et échanges avec de jeunes enfants et leurs parents. Les créations de Thierry Courtin se sont ainsi adaptées aux évolutions de la société depuis la naissance du personnage,. 

## L'univers de T'choupi: processus créatif et choix artistiques de l'auteur
Inspiré d'un manchot empereur, Thierry Courtin indique avoir souhaité créer un personnage anthropomorphe, aux traits minimalistes et tout en rondeur, et adopter des couleurs franches et contrastées, tel un logo, afin de permettre aux jeunes enfants de l'identifier et de se l'approprier immédiatement.
Thierry Courtin a ainsi librement adapté les caractéristiques physiques du manchot empereur, en dotant T'choupi de petits yeux ronds et de sourcils expressifs, et en déplaçant l'orangé des taches habituellement situées près des oreilles des manchots vers le nez de T'choupi.
Pour imaginer l'univers de T'choupi et réaliser ses illustrations, Thierry Courtin explique se placer à hauteur d'enfant : s'adaptant à leur petite taille, les meubles, objets, et de façon plus générale tout l'environnement de T'choupi est représenté à hauteur des yeux d'un jeune enfant et donc perçu comme tel.
L'auteur choisi également ses couleurs avec une grande précision : il a d'abord choisi trois couleurs essentielles pour T'choupi (blanc pour le visage, gris foncé pour le corps et orange pour le nez) puis a arrêté une gamme de 80 couleurs, toutes choisies pour leurs tons doux et leur capacité à s'associer dans le cadre d'images enfantines.
Depuis le premier album, et afin d'assurer la continuité de la collection, seule la gamme de couleurs définie par Thierry Courtin est utilisée dans toutes ses illustrations.

## Le développement de T'choupi
Les aventures de T'choupi sont aujourd'hui développées par l'éditeur Nathan sous de nombreuses collections et sur supports papiers et numériques (livres-jeux, livres-cadeaux, cahiers d'activités et scolaires, livres-sonores, imagiers etc.).
Le succès littéraire de T’choupi lui permet de faire ses premiers pas à la télévision et au cinéma avec la création d'une première série d'animation télévisée dès l'année 2000, et d'un premier spectacle musical en 2011.
Thierry Courtin a également développé aux côtés de nombreux licenciés, de nombreux produits dérivés du personnage et de son univers.

### Éditions littéraires
La diversification des supports littéraires a permis la publication de nombreux types d'ouvrages, toujours orientés vers l'apprentissage éducatif et ludique.
Au 31 décembre 2018, 35 millions de produits littéraires T'choupi (albums, histoires à deux voix, livres-sonores, livres-bains, livres-matières etc.) avaient été vendus par les Éditions Nathan depuis 1997.
Depuis 2018, l'application Nathan Live!, accessible sur smartphone et tablette, sous iOS et Android, permet d'écouter la lecture de l'histoire après avoir scanné la pastille « A lire et à écouter » se trouvant sur la couverture des nouveaux albums.

### Jeux éducatifs
De nombreux jeux destinés à l'apprentissage et au développement ludique des fonctions cognitives des plus jeunes sont développés depuis 1992 par Nathan (jeux magnétiques, lotos, quiz, abécédaires, dominos, jeux de graphisme, formes et couleurs etc.).
Ravensburger développe également depuis de nombreuses années de nombreux puzzles et dominos.

### Magazine T'choupi
Un magazine éducatif dédié au personnage est édité trimestriellement depuis 2010, vendu en kiosques et points presse, et disponible à l’abonnement, en France, métropolitaine, dans les DROM, en Suisse et en Belgique.
Chaque magazine, édité par la société Pressmaker, contient une histoire de T'choupi, ainsi que des jeux éducatifs ou activités manuelles (bricolage, coloriages, recettes de cuisine etc.).

### Séries audiovisuelles
Six séries audiovisuelles T'choupi adaptées des œuvres de Thierry Courtin ont été produites depuis 1999 par la société de production les Armateurs :
- T'choupi et Doudou (1999, 65 épisodes)
- T'choupi et ses amis (2008, 52 épisodes)
- À table T'choupi ! (2008, 30 épisodes)
- T'choupi à l'école (2013, 52 épisodes)
- Après l'école avec T'choupi (2017, 52 épisodes)
- T'choupi à la campagne (2024, 52 épisodes)

Ces séries T'choupi sont diffusées sur les chaînes de France Télévision, notamment au sein du programme matinal Okoo et sur la plateforme correspondante ainsi que sur TV5 Monde et Tiji. Elles sont également diffusées sur Youtube, où elles rencontrent un grand succès.
Quatre spectacles musicaux différents, produits par Robin Productions, et entièrement dédiés au personnage de T'choupi ont été représentés au casino de Paris et en tournée dans toute la France, ainsi qu'en Suisse, en Belgique et au Liban:
- T'choupi fait son spectacle (2013-2014)
- T'choupi fait danser l'alphabet (2015-2016)[28]
- Viens chanter avec T'choupi (2018-2019)

### Produits dérivés
Le personnage de T'choupi s'étant introduit dans l'univers littéraire et audiovisuels des enfants, de nombreux produits dérivés ont été imaginés et commercialisés en grande surface notamment, dans les domaines du jeu et du loisir (peluches, jouets, loisirs créatifs) ainsi que dans les produits du quotidien (habillement, chaussant : vêtements, pyjamas, bottes, chaussures, tennis, chaussons, chaussettes pour bébés et enfants), le linge de lit, la vaisselle adaptée aux tout-petits, et de manière plus générale, la puériculture et le divertissement (animations en personnage-mascotte notamment),.

### Applications numériques
Plusieurs applications numériques compatibles iOS, Amazon et Android, disponibles sur tablette et smartphone proposent des jeux et activités pédagogiques, toujours autour du personnage de T'choupi.

## T'choupi au niveau international
T'choupi est diffusé à l'étranger, d'abord dans les pays francophones puis plus largement en Europe, au Moyen-Orient, en Amérique latine, en Afrique et en Asie, parfois sous le nom de Charley, adopté il y a plusieurs années pour des questions de prononciation dans les différentes langues du monde.
En effet, les ouvrages de littérature de jeunesse mettant en scène T'choupi sont traduits dans une dizaine de langues étrangères (anglais, espagnol, portugais, arabe, hébreu, coréen, chinois, turc, etc.) et vendus dans de nombreux pays. 
De même, les séries audiovisuelles de T'choupi, sont diffusées dans les cinq continents sur TV5 Monde ainsi que sur la chaîne officielle Youtube du personnage, mais également sur de nombreuses chaînes locales (Allemagne, Canada, Liban, Israël, Corée du Sud, Angola, Bénin, Arménie, Croatie etc.).
Qu'il s'agisse des ouvrages littéraires ou des séries audiovisuelles, T'choupi est recommandé par les parents et les professeurs,qui souhaitent faire apprendre la langue française aux enfants.
Les spectacles musicaux ont été représentés en Suisse, en Belgique et au Liban.
Le magazine T'choupi est également distribué dans plusieurs pays francophones parmi lesquels la Suisse et la Belgique.